# Deuterocohnia
Deuterocohnia ist eine Pflanzengattung in der Unterfamilie Pitcairnioideae innerhalb der Familie Bromeliengewächse (Bromeliaceae). Die etwa 17 Arten kommen in den südamerikanischen Anden vor.

## Beschreibung

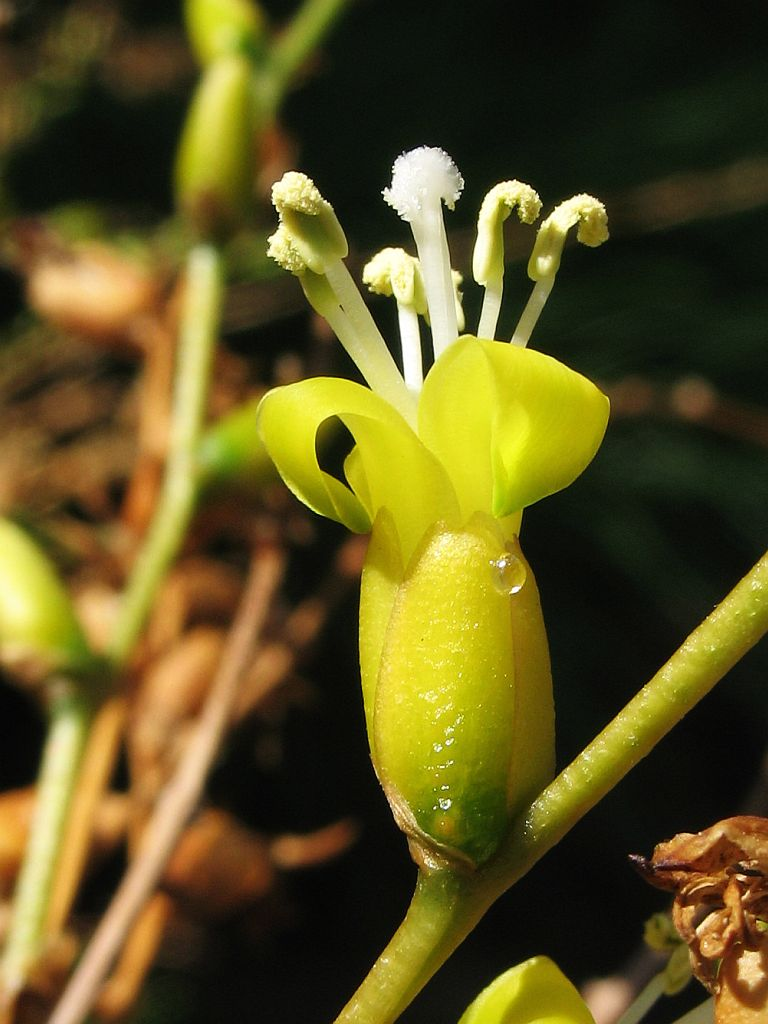
Blüten von Deuterocohnia recurvipetala im Detail, gut zu erkennen sind die aufrechten Kelchblätter, die zurückgebogenen Kronblätter, die die Blütenkrone überragenden Staubblätter und der Griffel

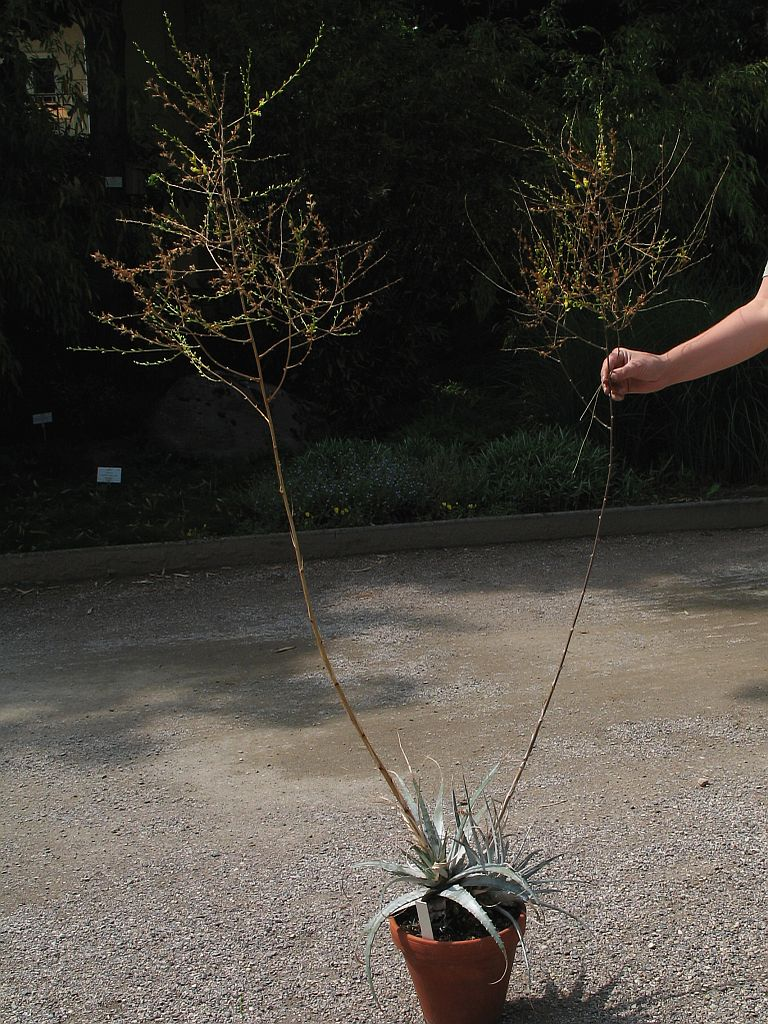
Habitus und Blütenstände von Deuterocohnia recurvipetala

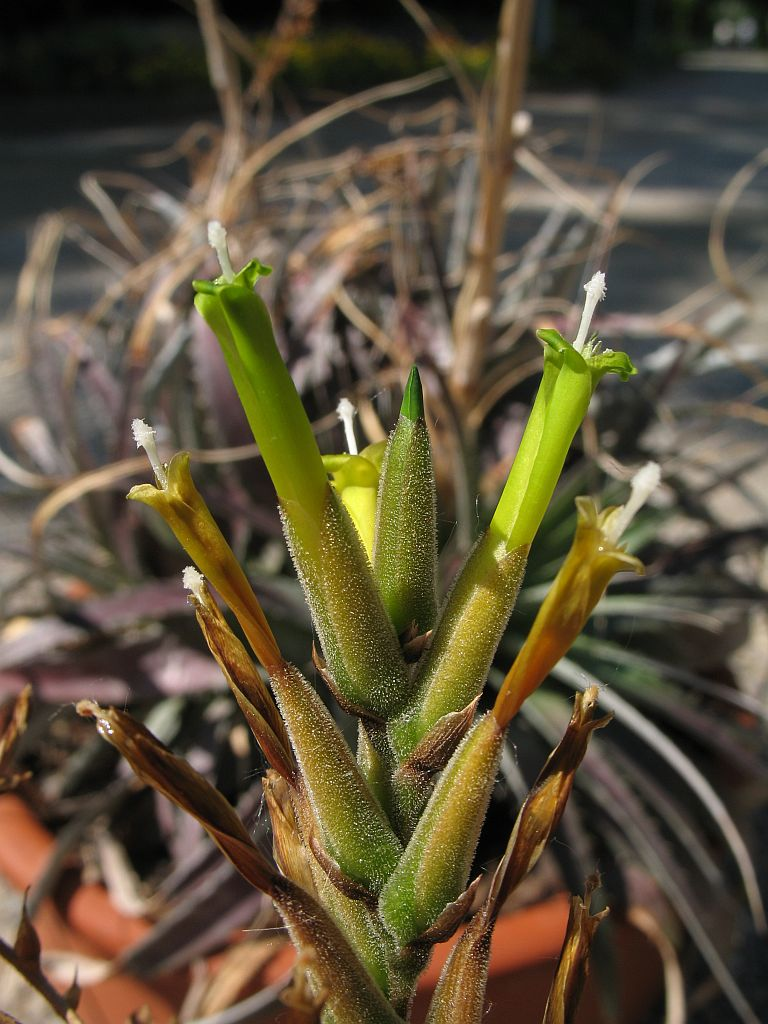
Ausschnitt eines Blütenstandes von Deuterocohnia haumanii mit Blüten im Detail

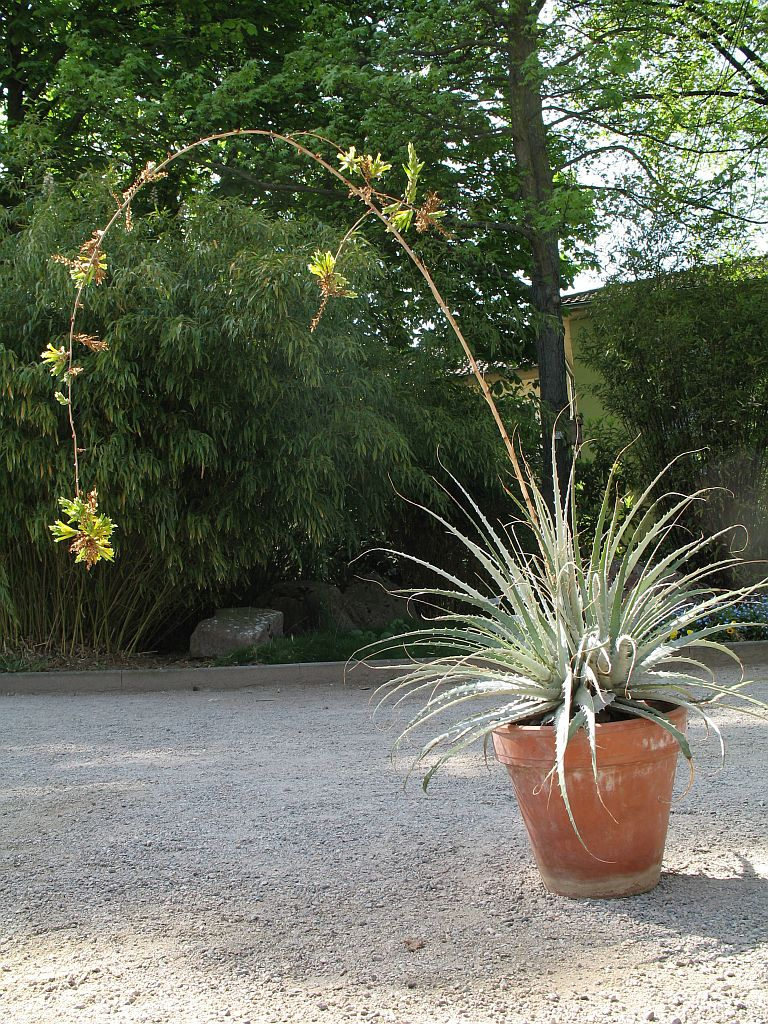
Habitus und Blütenstand von Deuterocohnia glandulosa

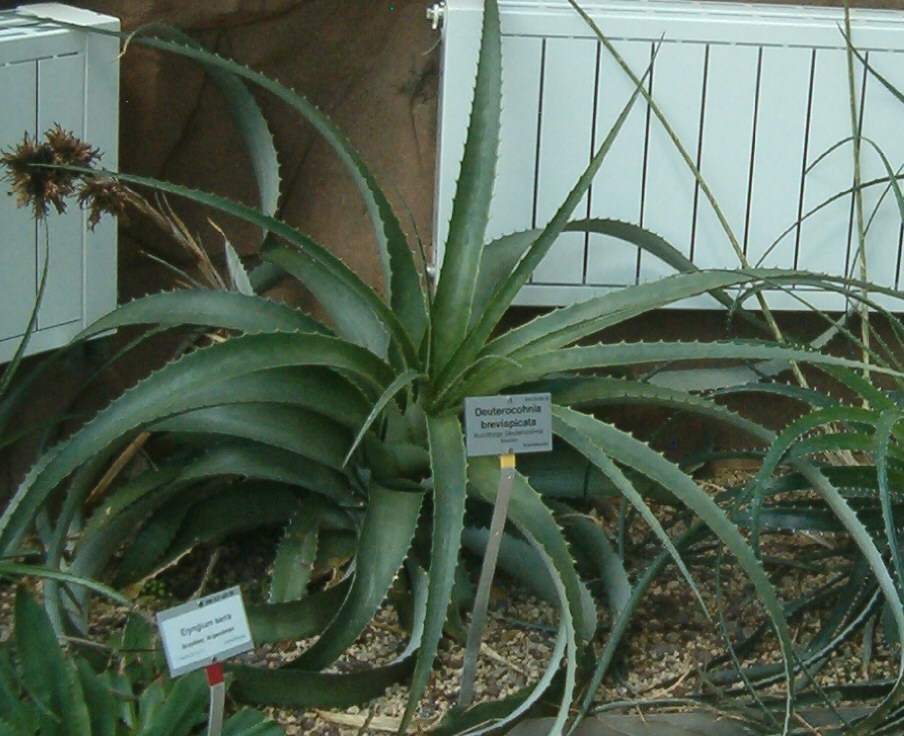
Habitus und abgeblühter Blütenstand von Deuterocohnia brevispicata

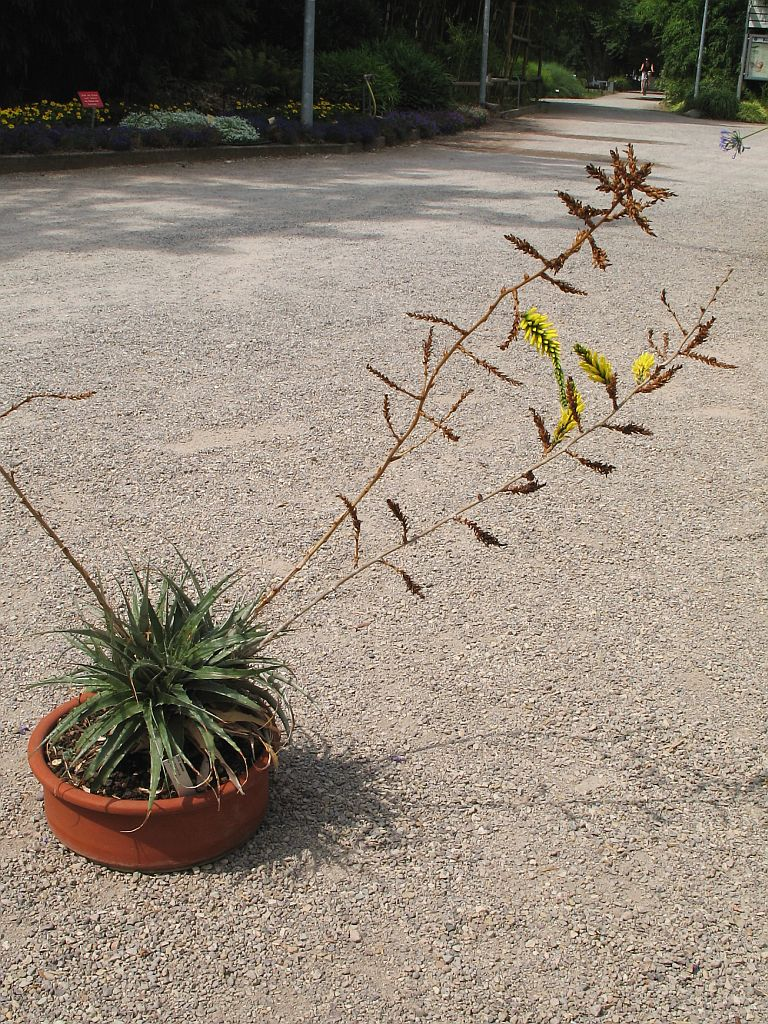
Habitus und Blütenstände von Deuterocohnia schreiteri

### Vegetative Merkmale
Die Deuterocohnia-Arten sind ausdauernde, terrestrisch oder selten lithophytisch lebende Xerophyten. Sie bilden kräftige, sprossbürtige Wurzeln. Die stammlosen Pflanzen wachsen durch Kindel horstbildend.
Die oft dicken, sukkulenten Laubblätter stehen in einer grundständigen, dichten Rosette. Die Blattrosetten von Arten, die früher der Gattung Abromeitiella zugeordnet wurden, weisen nur Durchmesser und Wuchshöhen von mehreren Zentimetern auf; sie bilden große Polster. Die Arten nach dem alten, kleineren Umfang der Gattung Deuterocohnia bilden Blattrosetten mit über 1 Meter Durchmesser. Die starren Laubblätter laufen in eine scharfe Spitze aus. Mindestens die Blattunterseite besitzt weiße Schuppen (Trichome). Die Blattränder sind meist dornig-gesägt, mit je nach Art sehr unterschiedlich großen Dornen.

### Generative Merkmale
Die Blütenstände verholzen bei manchen Arten und bilden über mehrere Jahre Blüten (beispielsweise Deuterocohnia brevispicata, der etwa 2 Meter lange Blütenstand eines Exemplars in Kultur blüht seit etwa 20 Jahren) – eine Ausnahme in der Familie der Bromeliaceae (kommt nur noch in der Gattung Hohenbergia vor). Die einfachen oder aus ährigen Teilblütenständen zusammengesetzten Blütenstände werden je nach Art nur wenige Zentimeter (also gestaucht) bis zu mehr als 1 Meter (mit langen Blütenstandsschäften) hoch.
Die zwittrigen Blüten sind radiärsymmetrisch und dreizählig mit doppelter Blütenhülle (Perianth). Es sind drei Kelchblätter vorhanden. Die drei freien Kronblätter sind gelb, gelb-grün bis grün, selten orangefarben bis rot (Deuterocohnia meziana); sie können ein- oder zweifarbig sein. Bei manchen Arten sind die Kronblätter zurückgekrümmt (beispielsweise Deuterocohnia recurvipetala, daher das Artepitheton). Bei allen Arten besitzen die Kronblätter Anhängsel. Es sind zwei Kreise mit je drei freien, fertilen Staubblättern vorhanden. Drei Fruchtblätter sind zu einem oberständigen Fruchtknoten verwachsen.
Die dreifächerige Kapselfrüchte enthalten viele Samen. Die spindelförmigen Samen sind seitlich geflügelt.

## Ökologie
Die Bestäubung der Deuterocohnia-Arten erfolgt vorwiegend durch Kolibris.
Die Samenausbreitung erfolgt durch den Wind.

## Vorkommen
Das Verbreitungsgebiet der Deuterocohnia-Arten liegt in den südamerikanischen Anden. Verbreitungsschwerpunkte sind die Anden in Peru, Chile, im südlichen Bolivien und nördlichen Argentinien. Sie gedeihen an niederschlagsarmen und strahlungsintensiven Abhängen und in Trockentälern (arides Klima).

## Systematik
Die Gattung Deuterocohnia wurde 1894 von Carl Christian Mez in Carl Friedrich Philipp von Martius: Flora Brasiliensis, Band 3, Teil 3, S. 430 und 506 aufgestellt. Typusart ist Deuterocohnia longipetala (Baker) Mez. Der Gattungsname Deuterocohnia ehrt den deutschen Botaniker und Mikrobiologen Ferdinand Julius Cohn (1828–1898). Es war schon eine Gattung Cohnia vorhanden, durch die griechische Vorsilbe deuteros für „zweite“ wurde ein neuer Namen gebildet (Cohnia Kunth ein Synonym von Cordyline Comm. ex R.Br. und Cohnia Rchb. f. ein Synonym von Oncidium Sw.). Synonyme von Deuterocohnia Mez sind Meziothamnus Harms und Abromeitiella Mez.
In der Gattungs-Monographie von Smith & Downs (1974–1979) sind sieben Arten aufgeführt. Durch Spencer & Smith (1992) wurden die Arten der Gattung Abromeitiella der Gattung Deuterocohnia zugeordnet. Die Systematik dieser Gruppe wurde kontrovers diskutiert, ein deutsches Forschungsvorhaben dazu endete 2009 und bestätigte die Zusammenlegung der beiden Gattungen. Eine Revision der Gattung Deuterocohnia erfolgte 2011 durch Nicole Schütz.
2014 gehören 16 bis 17 Arten in die Gattung Deuterocohnia:
- Deuterocohnia abstrusa (A.Cast.) N.Schütz (Syn.: Abromeitiella abstrusa A.Cast., Abromeitiella lorentziana sensu Castellanos non (Mez) A.Cast., Abromeitiella lorentziana sensu Smith & Downs non (Mez) A.Cast.): Diese Neukombination erfolgte 2011. Deuterocohnia abstrusa ist Deuterocohnia brevifolia am ähnlichsten. Das Herbarmaterial, das Abromeitiella lorentziana zugeordnet war, hat sich als eigene Art Abromeitiella abstrusa erwiesen. Sie gedeiht terrestrisch in Polstern in der Puna und „andinen Yungas“ in Höhenlagen von 1500 bis 3200 Metern im bolivianischen Departamento Tarija und in den argentinischen Provinzen Jujuy, Salta, Tucumán, Catamarca sowie La Rioja.[1]
- Deuterocohnia brevifolia (Griseb.) M.A.Spencer & L.B.Smith (Syn.: Deuterocohnia lorentziana (Mez) M.A.Spencer & L.B.Smith, Abromeitiella lorentziana (Mez) A.Cast., Abromeitiella pulvinata Mez, Hepetis lorentziana (Mez) Mez, Pitcairnia lorentziana (Mez) Mez, Dyckia grisebachii Baker, Abromeitiella chlorantha (Speg.) Mez): Sie gedeiht terrestrisch und lithophytisch in Höhenlagen von 1000 bis 3000 Metern im bolivianischen Departamento Tarija und in den argentinischen Provinzen Jujuy, Salta, Tucumán sowie Catamarca.[1]
- Deuterocohnia brevispicata Rauh & L.Hromadnik: Sie gedeiht lithophytisch und terrestrisch in Berg-Trockenwäldern und „andinen Yungas“ in Höhenlagen von 1200 bis 2200 Metern in den bolivianischen Departamentos Chuquisaca sowie Cochabamba.[1]
- Deuterocohnia chrysantha (Philippi) Mez Sie gedeiht lithophytisch und terrestrisch in der Atacama-Wüste in Höhenlagen von 20 bis 800 Metern in der chilenischen Region II = Antofagasta und Region III = Atacama.[1]
- Deuterocohnia digitata L.B.Smith: Sie gedeiht terrestrisch in Höhenlagen von meist 2200 bis 3200, selten bis zu 3800 Metern nur in der argentinischen Provinz Salta.[1]
- Deuterocohnia gableana R.Vásquez & P.L.Ibisch: Sie gedeiht lithophytisch in Berg-Trockenwäldern in Höhenlagen von 1100 bis 1200 Metern nur im bolivianischen Departamento Santa Cruz.[1]
- Deuterocohnia glandulosa E.Gross: Sie gedeiht lithophytisch und terrestrisch in „andinen Yungas“ in Höhenlagen von 900 bis 1200 Metern in den bolivianischen Departamentos Santa Cruz sowie Tarija.[1]
- Deuterocohnia haumanii A.Castellanos: Sie gedeiht terrestrisch in Höhenlagen von selten 500 bis, meist 1000 bis 1900 Metern in den argentinischen Provinzen Salta, Catamarca sowie Tucumán.[1]
- Deuterocohnia longipetala (Baker) Mez: Das weite, disjunkte Verbreitungsgebiet reicht vom bolivianischen Departamento Tarija über die peruanischen Departamentos Amazonas, Cajamarca, Lambayeque sowie La Libertad bis zu den argentinischen Provinzen Jujuy, Salta, Tucumán, Catamarca, Santiago del Estero, La Rioja, San Juan, Córdoba, San Luis sowie Mendoza. Sie gedeiht terrestrisch in Höhenlagen von 250 bis 1500 Metern.[1]
- Deuterocohnia lotteae (Rauh) M.A.Spencer & L.B.Smith (Syn.: Abromeitiella lotteae Rauh): Sie gedeiht lithophytisch und terrestrisch in Höhenlagen von 1400 bis 2700 Metern nur im bolivianischen Departamento Tarija.[1]
- Deuterocohnia meziana Kuntze ex Mez: Sie enthält seit 2014 vier Unterarten, die vom südöstlichen Bolivien über das nördliche Paraguay bis ins westliche Brasilien vorkommen und an sehr trockene Standorte angepasst sind:[4]
  - Deuterocohnia meziana Kuntze ex Mez subsp. meziana (Syn.: Deuterocohnia divaricata Mez, Deuterocohnia paraguariensis Hassl.): Sie gedeiht insgesamt in Höhenlagen von 200 bis 1400 Metern, in relativ niedrigen Höhenlagen an den Osthängen der Anden, im Tiefland des südöstlichen Boliviens im Departamento Santa Cruz sowie in angrenzenden Gebieten im westlichen Brasilien und südwärts entlang des Río Paraguay bis ins nördliche Paraguay in den Departamentos Amambay sowie Concepción.[4]
  - Deuterocohnia meziana subsp. carmineo-viridiflora (Rauh) N.Schütz (Syn.: Deuterocohnia meziana var. carmineoviridiflora Rauh, Deuterocohnia carmineoviridiflora (Rauh) Gouda): Sie bekam 2012 den Rang einer Art, aber 2014 der Rang einer Unterart und ist im westlichen Paraguay beheimatet.
  - Deuterocohnia meziana subsp. pedicellata (W.Till) Schütz (Syn.: Deuterocohnia pedicellata W.Till): Sie wurde 2005 als eigene Art beschrieben und kommt nur in Höhenlagen von etwa 1200 Metern nur im bolivianischen Departamento Chuquisaca vor.
  - Deuterocohnia meziana subsp. vogtii N.Schütz: Diese Unterart wurde 2014 neubeschrieben aus dem nördlichen Paraguay und gedeiht in für diese Art sehr niedrigen Lagen von 100 bis 300 Metern.
- Deuterocohnia recurvipetala E.Gross: Sie gedeiht in Höhenlagen von 500 bis 600 Metern nur in der argentinischen Provinz Córdoba.
- Deuterocohnia sanctae-crucis (R.Vásquez & Ibisch) N.Schütz (Syn.: Deuterocohnia scapigera subsp. sanctae-crucis R.Vásquez & P.L.Ibisch): Sie gedeiht lithophytisch auf felsigen Hängen in Berg-Trockenwäldern und „andinen Yungas“ in Höhenlagen von 1200 bis 2500 Metern in den bolivianischen Departamentos Cochabamba, Santa Cruz sowie Chuquisaca.[1]
- Deuterocohnia scapigera (Rauh & L.Hromadnik) M.A.Spencer & L.B.Smith (Syn.: Abromeitiella scapigera Rauh & L.Hrom.): Sie gedeiht lithophytisch an Felshängen in Höhenlagen von 2400 bis 3300 Metern in den bolivianischen Departamentos Potosí sowie Chuquisaca.[1]
- Deuterocohnia schreiteri A.Castellanos: Sie gedeiht lithophytisch oder terrestrisch in Höhenlagen von meist 1000 bis 2500 (850 bis 2900) Metern in den argentinischen Provinzen Salta, Tucumán sowie Catamarca.[1]
- Deuterocohnia seramisiana R.Vásquez, P.L.Ibisch & E.Gross: Sie gedeiht lithophytisch oder terrestrisch in Höhenlagen von 2000 bis 2400 Metern nur im bolivianischen Departamento Chuquisaca.[1]
- Deuterocohnia strobilifera Mez (Syn.: Deuterocohnia bracteosa W.Till & L.Hromadnik): Die zwei Varietäten gedeihen terrestrisch in Höhenlagen von 2300 bis 3900 Metern:
  - Deuterocohnia strobilifera var. inermis L.B.Smith: Sie kommt in den bolivianischen Departamentos Chuquisaca sowie Potosí vor. Der Blattrand ist glatt.[1]
  - Deuterocohnia strobilifera Mez var. strobilifera: Sie ist in den bolivianischen Departamentos Chuquisaca, Potosí sowie Tarija und in der argentinischen Provinz Jujuy verbreitet. Der Blattrand ist stachelig-gesägt.[1]

## Weitere Bilder
Deuterocohnia meziana mit großen Blattrosetten und langen Blütenständen, an denen über mehrere Jahre Blüten gebildet werden:

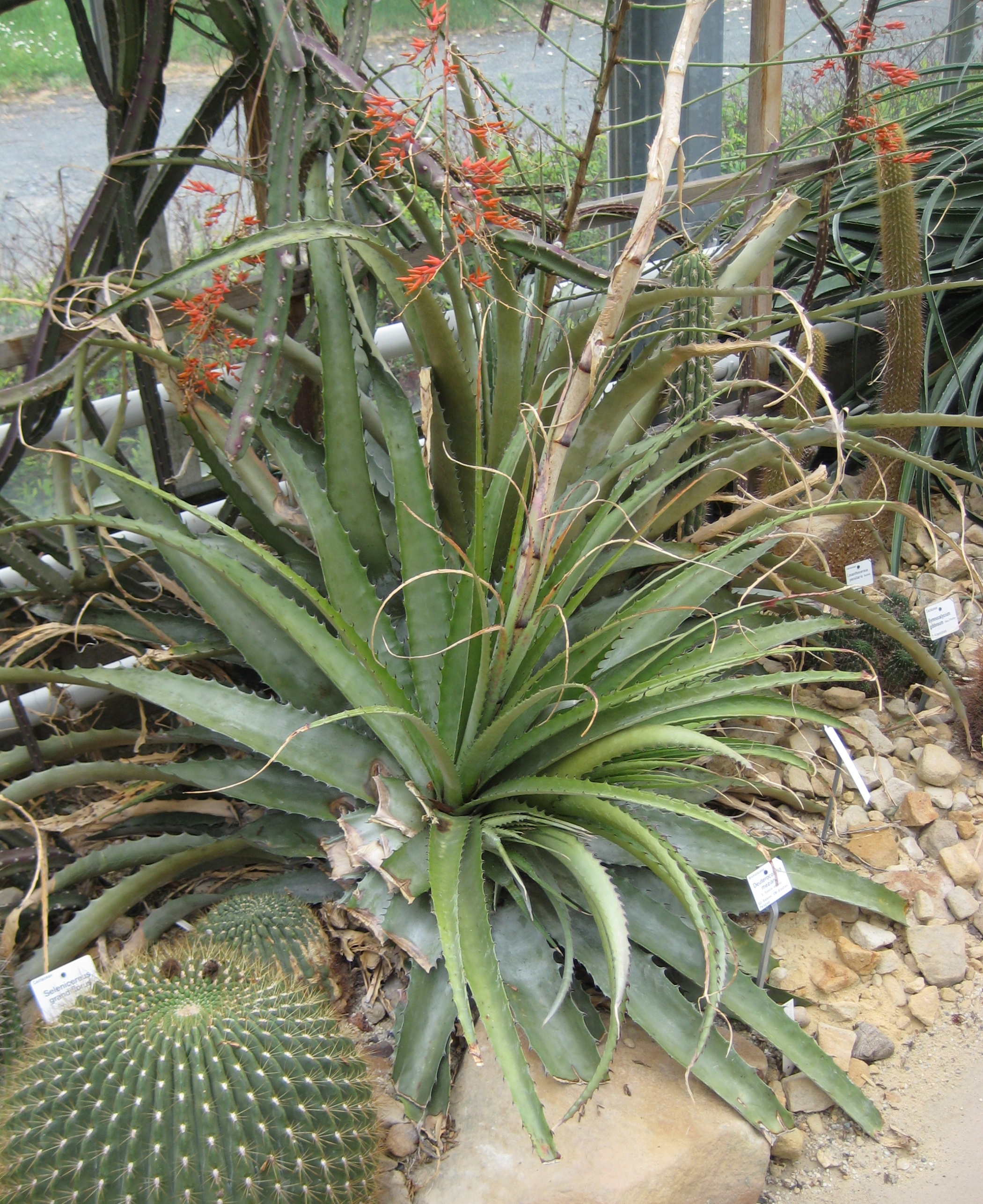
Blattrosette aus sukkulenten, stark bewehrten Blättern.
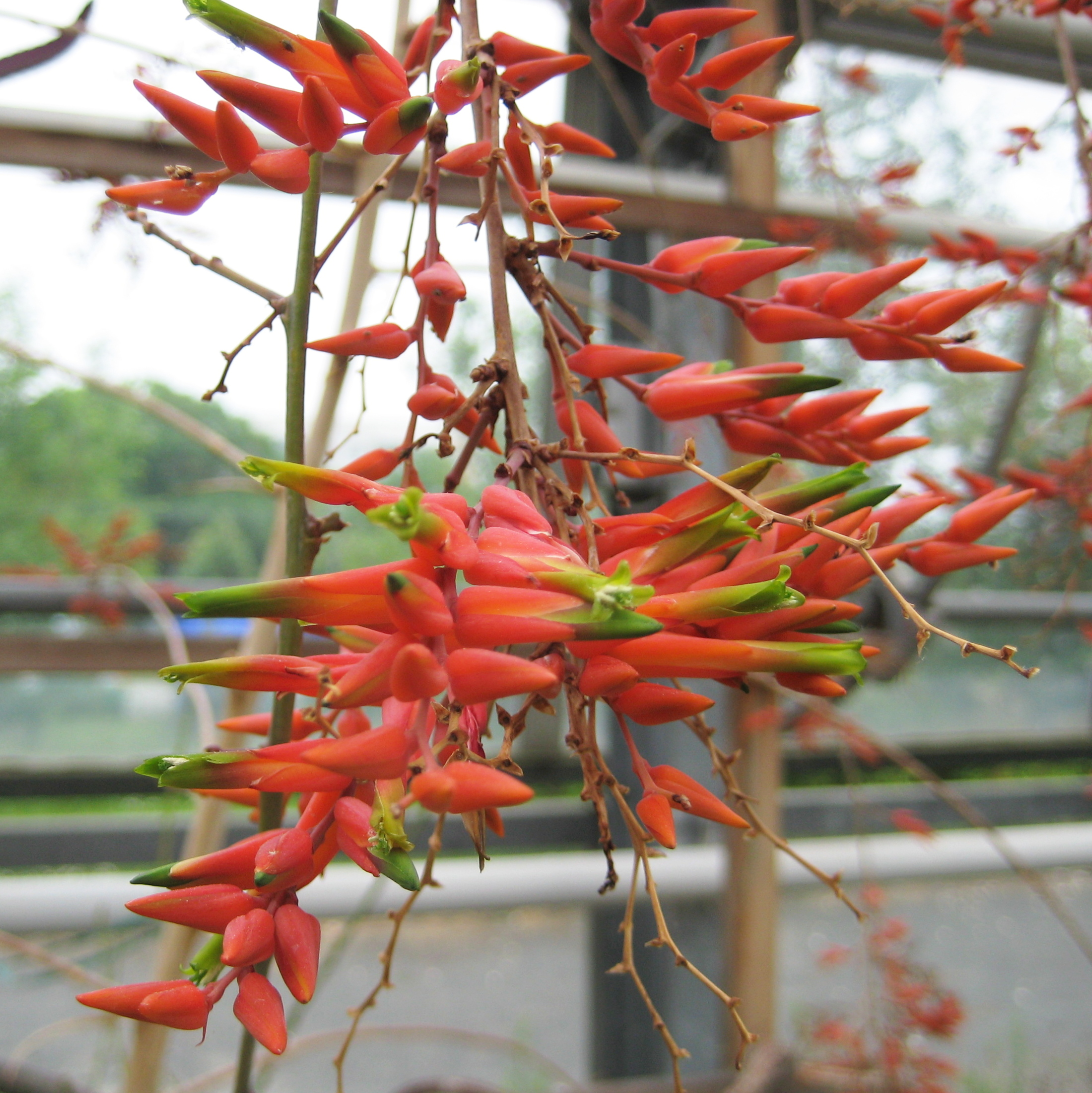
Ausschnitt eines Blütenstandes.

Deuterocohnia brevifolia, Syn.: Abromeitiella brevifolia, polsterbildende Art mit gestauchten Blütenständen:

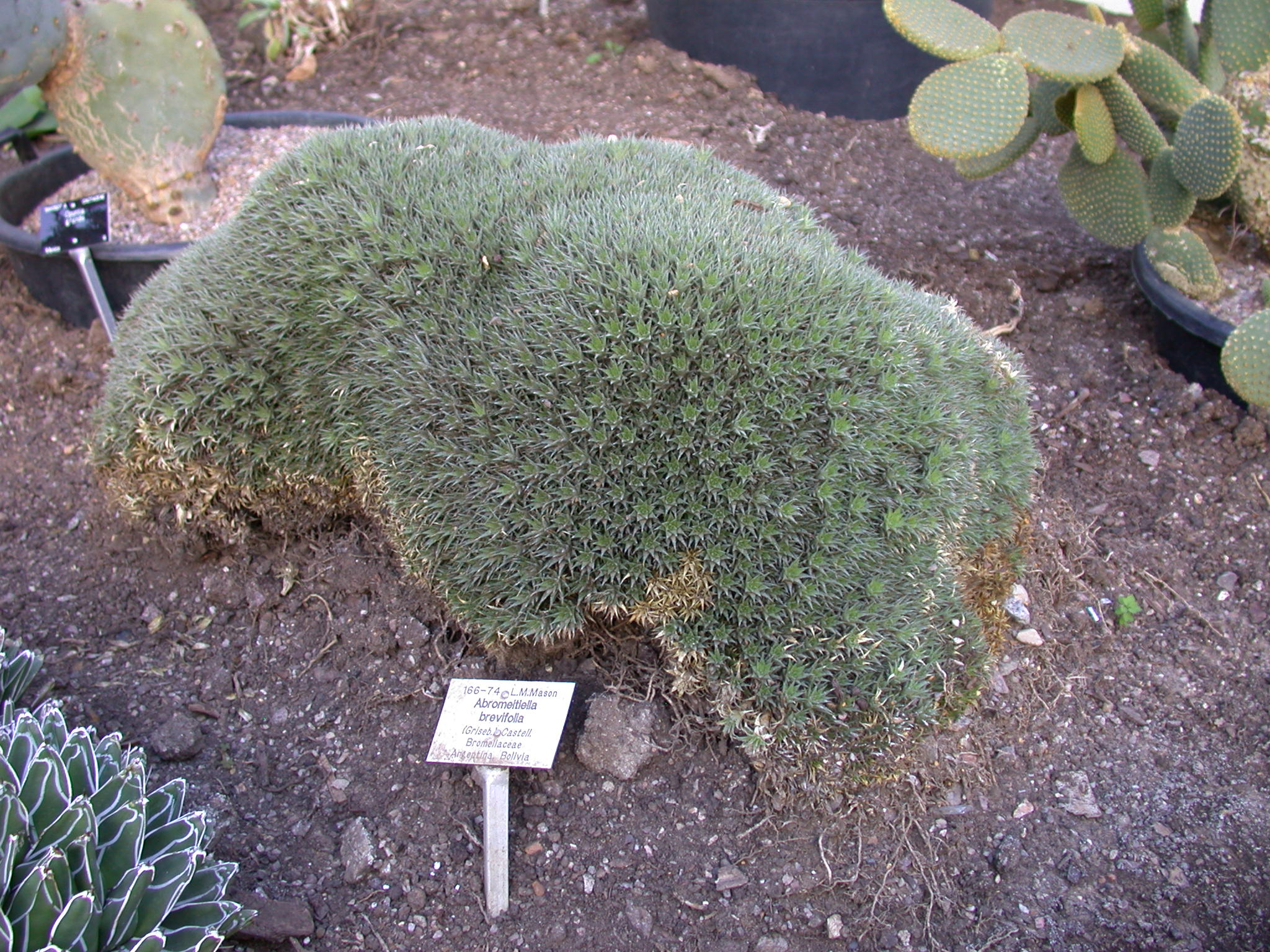
Polster.
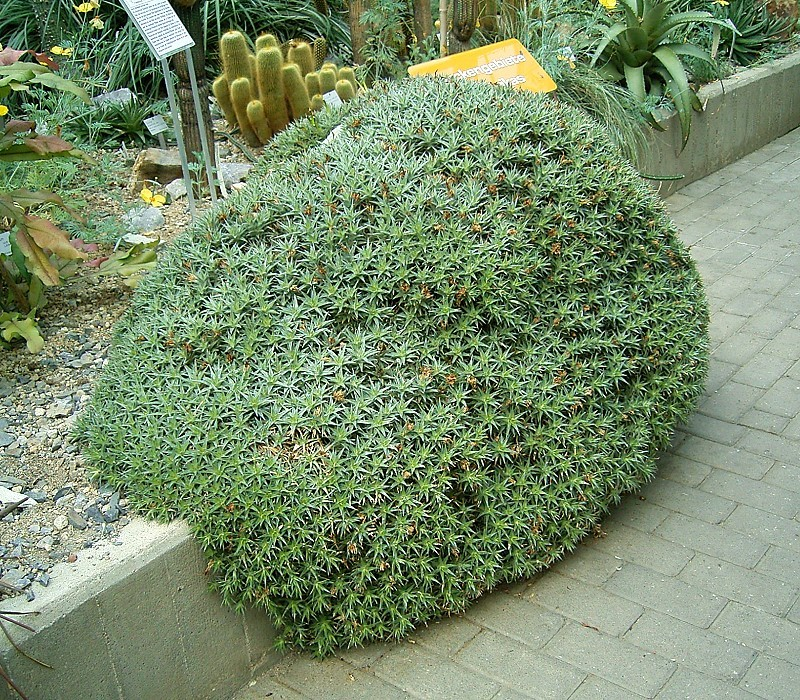
Polster.
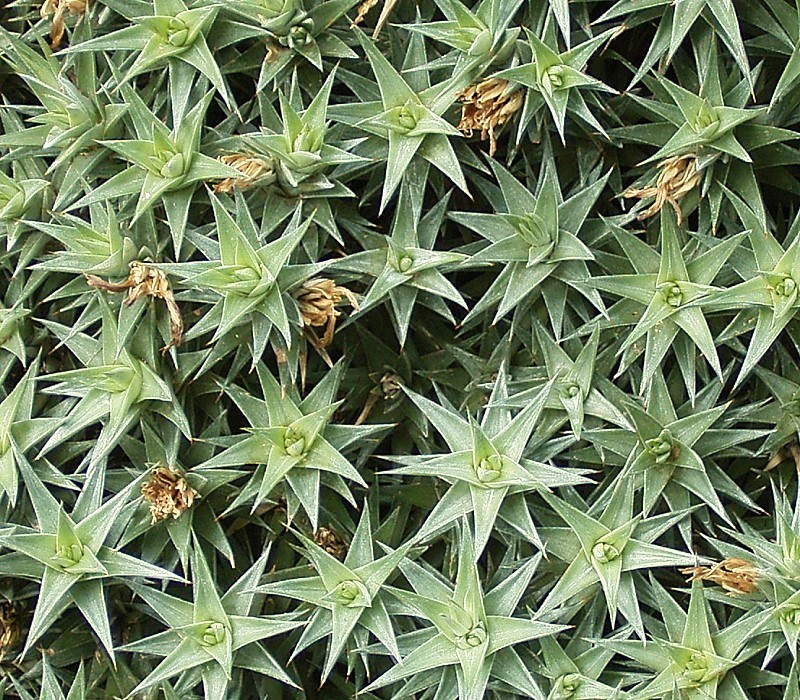
Nach der Blütezeit mit deutlich erkennbaren verblühten Blüten in gestauchten Blütenständen.
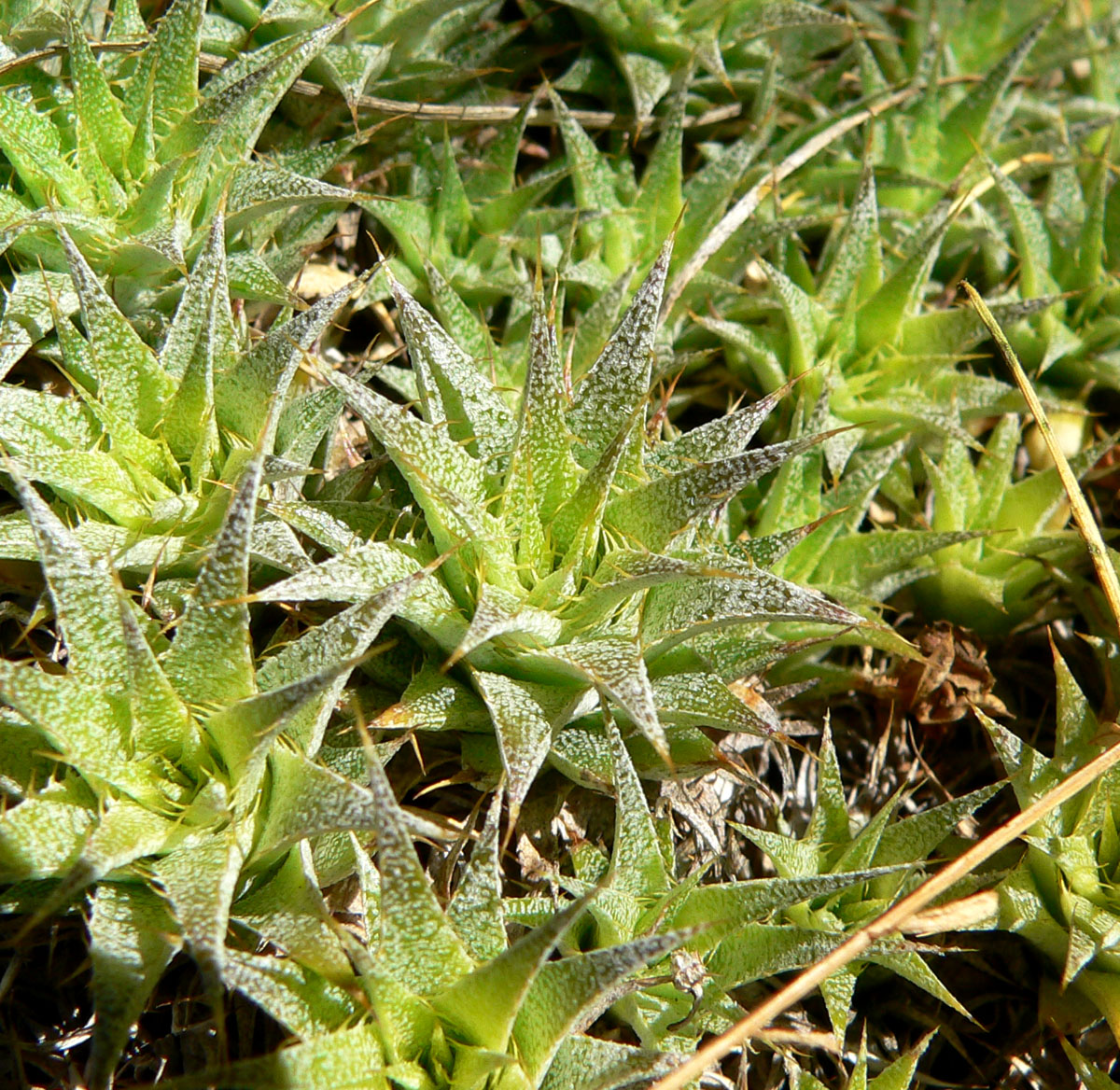
Einzelpflanzen mit beschuppten Blättern.